# Стадион Вајт Сити
Стадион Вајт сити (енгл. White City Stadium) је био стадион у Лондону изграђен за Летње олимпијске игре 1908. у Уједињеном Краљевству. Често се спомиње као претеча модерног стадиона, а на њему је организован први модерни маратон у историји. На овом стадиону одигран је и један меч на Светском првенству 1966. Срушен је 1985.